# Bukit Lau Kersik
Bukit Lau Kersik is een bestuurslaag in het regentschap Dairi van de provincie Noord-Sumatra, Indonesië. Bukit Lau Kersik telt 1208 inwoners (volkstelling 2010).